# Langenscheidt
Langenscheidt est un groupe d'édition allemand spécialisé dans les langues étrangères travaillant à l'échelle internationale. 
La couleur jaune et le « L » bleu sont les signes distinctifs de cette maison d'édition. 

## Fondation et histoire d'entreprise
Langenscheidt a été fondée en 1856 par Gustav Langenscheidt à Groß-Lichterfelde Ost, près de Berlin. Le premier produit de la maison d'édition était une lettre d'enseignement du français par correspondance. Avec cette méthode d'enseignement par correspondance, un nouvel outil pédagogique a été créé sous forme de lettres d'information. 
Avec la construction du mur de Berlin en 1961, et les problèmes logistiques augmentant, Langenscheidt a créé un deuxième siège à Munich, qui est progressivement devenu le siège principal de l'entreprise. 
1983 a vu la naissance d'« Alpha 8 english », « le premier dictionnaire électronique au monde ». 

## Position sur le marché
Dans le marché des dictionnaires linguistiques, Langenscheidt occupe environ deux tiers du marché et est ainsi numéro un devant le groupe d'édition Klett de Stuttgart et Max Hueber d'Ismaning. 
Avec la vente de ses dictionnaires, Langenscheidt atteint en 2004 un chiffre d'affaires de 89 millions d'euros, conformément à ses prévisions. Le chiffre d'affaires global de l'entreprise s'élève à 247 millions d'euros. 
Langenscheidt offre une gamme de produits diversifiée en dehors du secteur des langues. L'entreprise jouit d'une réputation internationale surtout dans le marché des dictionnaires. Le plus connu est un dictionnaire de poche jaune. Langenscheidt a influencé profondément la forme des dictionnaires au cours des dernières années, notamment par le surlignage des mots clés en bleu, qui a été repris dans presque tous les dictionnaires — même sous une forme légèrement différente.

## Participations et coopérations
Depuis 1988, Langenscheidt détient une participation majoritaire dans le Bibliographischen Institut et F.A. AG, qui est la maison-mère des maisons d'édition, F.A. Brockhaus, Dudenverlag, Meyers Lexikonverlag et B.I., éditeur de livres de poche. 
Après sept mois de longues négociations, un accord de coopération à long terme avec le groupe Mondadori de Milan a été conclu en octobre 2005. Les deux maisons d'édition veulent publier ensemble 16 dictionnaires à partir d'avril 2006. Les premiers doivent être des dictionnaires universels pour l'allemand, l'anglais, le français et l'espagnol qui seront publiés avec le design des dictionnaires Langenscheidt.
En France, Langenscheidt a racheté la société Blay-Foldex en 2000.